# Swingjugend
Pour l’article homonyme, voir Swing Kids (film).

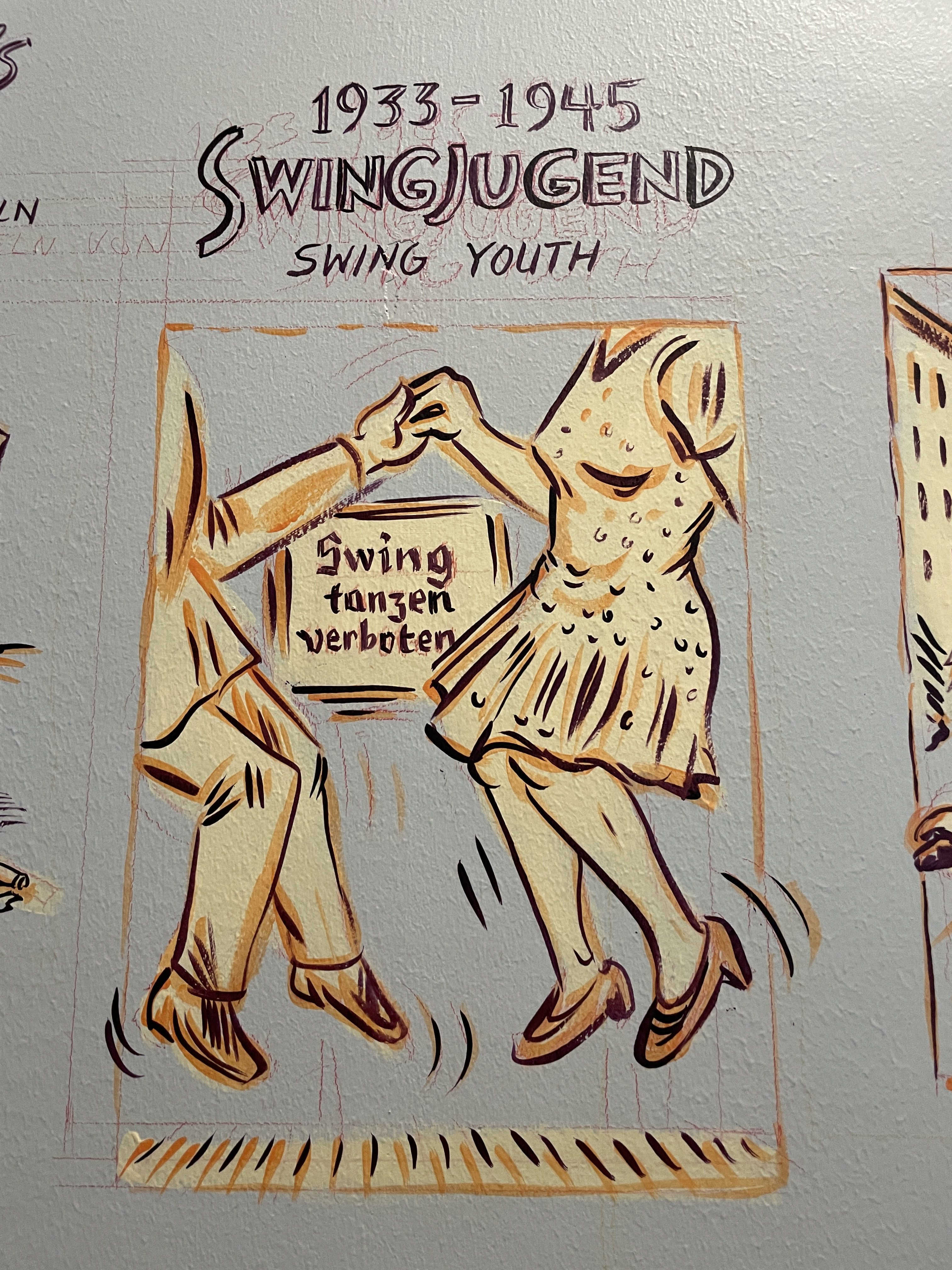
Affiche exposée en 2021 au Forum Humboldt.

La Jeunesse swing, ou en allemand Swingjugend, est le surnom donné à divers groupes de jeunes amoureux du jazz en Allemagne dans les années 1930, principalement à Hambourg et à Berlin. Le régime nazi les désigna également par l'expression Swing-Heinis, qu'on pourrait traduire par les « nigauds swing ».

## Historique
Les premiers groupes de fans de jazz voient le jour en 1935 et se fréquentent dans divers clubs ou dans des cercles privés. Ils sont composés de jeunes de 14 à 18 ans de milieux souvent aisés. Ceux-ci affichent également leur anglophilie et leur fascination pour le mode de vie américain par leurs tenues vestimentaires et leur style : cheveux longs, veste à carreaux, pantalon large et imperméable pour les garçons, jupe courte ou pantalon et maquillage pour les filles notamment. 
La défense de la musique swing durant ces années s'inscrit dans l'opposition au régime nazi dont certains membres de la Jeunesse Swing caricaturent le salut « Sieg Heil » par « swing heil » et le « Heil Hitler » par « Heil hotler ». Leur engouement pour le jazz, leur individualisme revendiqué mais surtout leur refus d'adhérer aux Jeunesses hitlériennes ou à leur équivalent féminin, le Bund Deutscher Mädel (Ligue des jeunes filles allemandes), suscitent l’inquiétude de Heinrich Himmler, qui commande des rapports sur leurs activités.
Qualifiant ses membres d’« ennemis publics », l'un de ces rapports propose des mesures répressives à l'encontre de la Swingjugend : « Il semble nécessaire et urgent d’arrêter les meneurs de ces bandes, qui sont connus du service de sécurité et de la Gestapo, et de saisir tout le matériel de disques interdits qu’ils ont mis à l’abri, pour enrayer la propagation de l’épidémie de swing et de hot à Hambourg et aux alentours et empêcher que s’exerce leur mauvaise influence sur les autres jeunes ». Le 8 janvier 1942, le chef de la Hitlerjugend Artur Axmann écrit à Himmler sur la jeunesse swing de Hambourg : « Étant donné que l'activité de cette jeunesse swing au sein de la patrie est dommageable à la force populaire allemande, je considère approprié de placer ces personnes en camp de travail ». Le 26 janvier 1942, Himmler préconise dans une lettre à Reinhard Heydrich que « ce mal soit complètement exterminé ». Il décide de peines d’emprisonnement de deux à trois ans dans des camps de concentration : « Tous les meneurs, à savoir les meneurs de l’espèce mâle ou femelle […] doivent être envoyés dans un camp de concentration. Les jeunes doivent tout d’abord y recevoir des coups, pour être ensuite éduqués de la manière la plus sévère et forcés à travailler ».
Entre 40 et 70 membres de groupes hambourgeois seront acheminés vers divers camps nazis. Les plus jeunes sont incarcérés dans des « camps de rééducation pour les jeunes » (Jugendschutzlager) : les garçons à Moringen, les filles à Uckermark, près de Ravensbrück. Après mars 1942, les membres juifs adultes sont envoyés à Theresienstadt, Bergen-Belsen, Buchenwald, Dora-Mittelbau, Neuengamme, Sachsenhausen ou Auschwitz I. D'autres sont enrôlés dans l'armée allemande et envoyés sur le front.
L'adhésion de certains de ces jeunes à la rose blanche de Hambourg fait suite à la relation personnelle entretenue par Hans Leipelt et son ancien élève en leçons particulières Bruno Himpkamp (de), qui fait partie des Swingjugend, ainsi que d'amis de ce dernier, Thorsten Müller et Gerd Spitzbarth.
Les mesures prises par le pouvoir nazi ne semblent pas avoir empêché la reformation, dès 1944, de groupes de jeunes à Hambourg qui se rencontrent en secret, organisent des sorties et échangent des disques.

## Médias
- Swing Kids, film de Thomas Carter (1993).